# Roskilde
Roskilde (/ʁʌskilə/) és la principal ciutat del municipi de Roskilde, Dinamarca a l'illa de Sjælland. És una antiga ciutat, que data de l'època dels vikings.
L'estació ferroviària de Roskilde és una parada important entre Copenhaguen i altres regions de Dinamarca situades a l'oest. Amb una població de 46.701 (1 de gener de 2010), de la ciutat és un centre econòmic de la regió.
Roskilde té un carrer de vianants que recorre el centre de la ciutat, amb moltes botigues, restaurants i cafès. Diversos llocs d'interès turístic atrauen els visitants de tota Dinamarca i d'arreu del món. La universitat local té un programa educatiu que convida els estudiants internacionals a assistir-hi durant un any.

## Història
D'acord amb Adam de Bremen i Saxo Grammaticus, a la dècada de 980, Harald I de Dinamarca va construir una església i un estat reial de Roskilde. Saxo Grammaticus associa el nom de Roskilde amb el llegendari Hroðgar, que possiblement va viure al segle sisè. Harald va ser enterrat a l'església que estava al lloc que actualment ocupa la catedral de Roskilde.

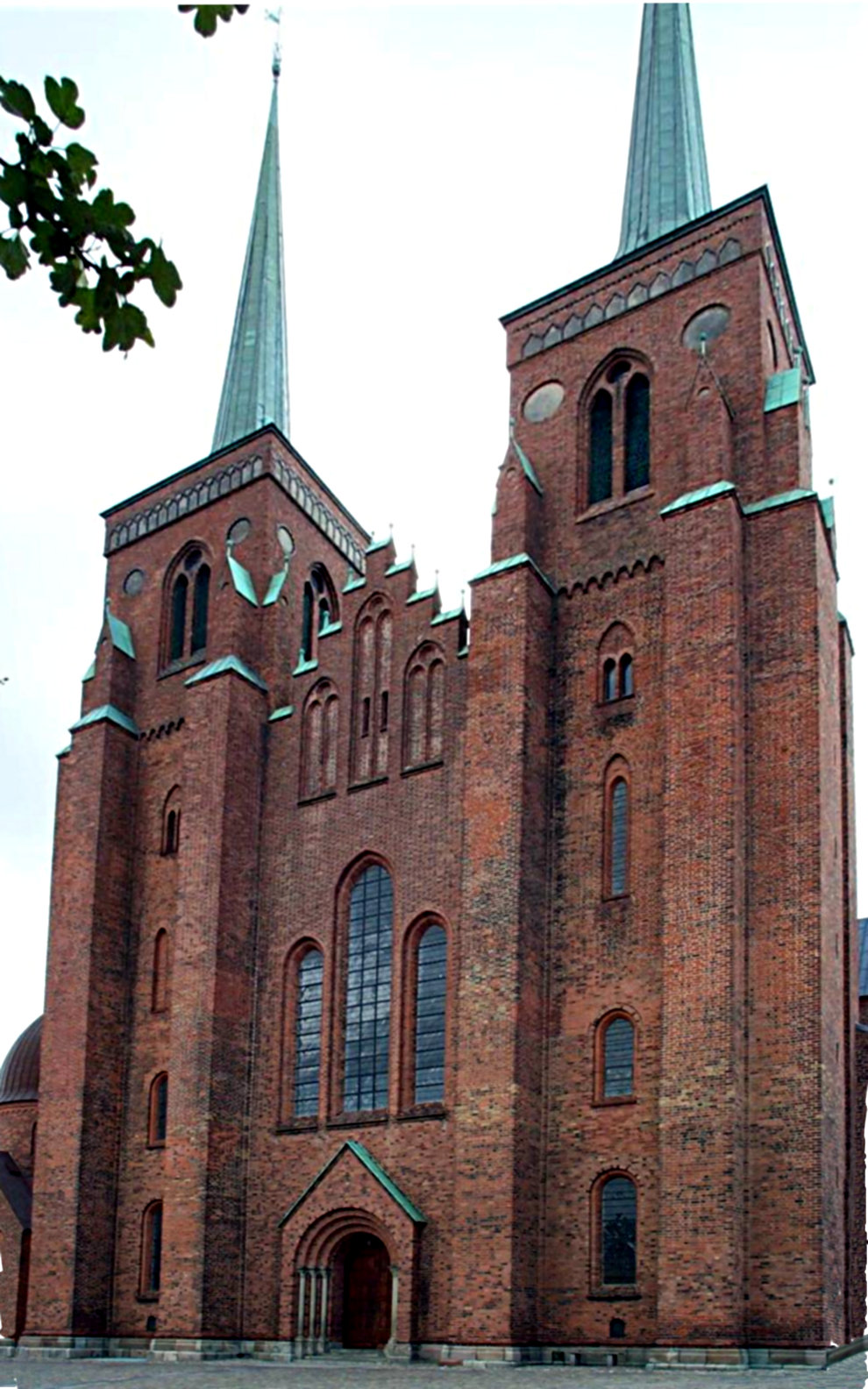
Façana oest de la catedral de Roskilde.

El 1020 Roskilde va esdevenir una diòcesi, fent la ciutat més important de l'església a Dinamarca. Absalon, el bisbe danès, hi tenia una església de maó el 1170 que posteriorment va esdevenir catedral. Els anys posteriors, sota la influència d'Absalon, moltes altres esglésies van ser construïdes a la ciutat.

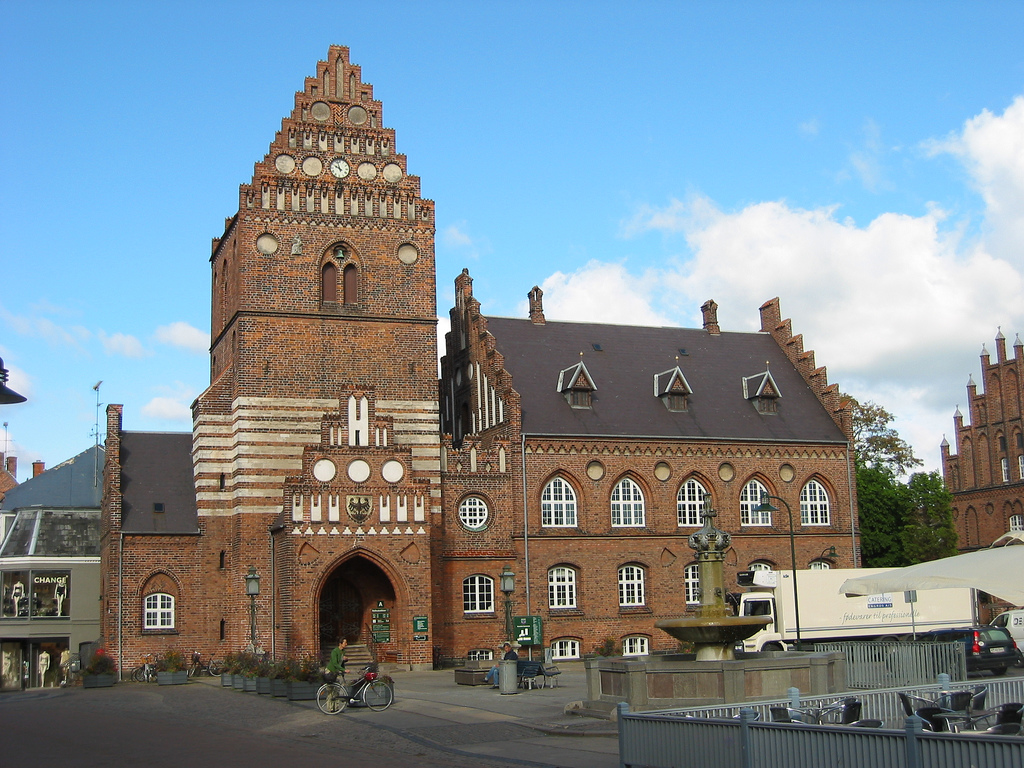
Antic ajuntament de Roskilde, finalitzat el 1884

A Roskilde se li va concedir l'estatus d'una ciutat de mercats el 1268. Era probablement la ciutat més gran i important de Dinamarca en aquesta època. Amb el suport de l'Església Catòlica Romana, va continuar creixent fins al 1443 quan, com a resultat de la Reforma, i el tancament de l'Església Catòlica Romana a Dinamarca va perdre el seu estatus. La catedral de Roskilde tanmateix va continuar sent el lloc on els reis i reines de Dinamarca eren enterrats.
Durant el segle xvii, la ciutat va patir la pesta, les guerres amb els suecs i una sèrie d'incendis devastadors, però va començar a recuperar-se al segle xix amb la posada en funcionament del ferrocarril de Copenhaguen el 1847. Més recentment, amb la creació del Museu de Vaixells Vikings el 1969, Roskilde ha estat reconegut com un centre cultural i educatiu de Dinamarca, juntament amb el primer Festival de Roskilde el 1971 i la universitat que es va inaugurar 1972.